# 石康
石康（1968年3月14日—），男，生于北京，编剧、作家。
1987至1991年，本科毕业于北京航天工程学院电子系计算机软件专业。研究生在哈工大管理学院读技术经济专业，理科硕士。1993年从事文学创作，1998年开始发表小说作品。
著有《晃晃悠悠》、《支离破碎》、《一塌糊涂》（合称“青春三部曲”）、《在一起》、《激情与迷茫》、《心碎你好》，随笔集《鸡一嘴鸭一嘴》、剧本《大腕》、《北京风情画》、《我眼里的文化人生》、《那些不值钱的经验》。後以小说《晃晃悠悠》成名。

## 作品

### 小说与随笔
长篇小说
1998年：《晃晃悠悠》
1999年：《支离破碎》
2001年：《一塌糊涂》
《在一起》
2002年：《激情与迷茫》
2003年：《心碎你好》
2007年：《奋斗》
2009年：《奋斗乌托邦》
随笔集
2002年：《鸡一嘴鸭一嘴》
2004年：《北京姑娘》
2007年：《那些不值钱的经验》
2008年：《口吐莲花》《打捞闪烁时间》
2009年：《愤怒与柔情》
中短篇小说集
2009年：《过山车》

### 编剧
- 电影《大腕》
- 2007年大陆热播电视剧《奋斗》作者

### 主要作品简介

#### 晃晃悠悠
中国第一部具有划时代意义的青春小说，小说深刻地描绘了中国当代年轻人迷茫的精神状态，成为1999年度中国最畅销年度小说，发行量达百万册以上，中国的大街小巷的各种书店及书摊儿布满了这部小说的正版及盗版。尽管作者回避媒体，但仍一夜之间仍成为中国的文学青春偶像。不久台湾也发行了这部小说的繁体版。接下来作者出版了《支离破碎》、《一塌糊涂》，完成了他本人的青春三部曲，创造了巨大的销量，并成为中国青春文学的经典，这一系列小说也成为中国所有图书馆的必藏书。作者石康也完成了他从畅销书作家到严肃的作家的艰难过渡。
可以说，中国当代的春青文学是从石康开始的。

#### 奋斗
青春时尚剧《奋斗》使再一次石康回到公众的视野，使作者从一个畅销书作家一跃成为大众名人，这部长达32集的电视连续视在中国拥有多达10亿观众，并在亚洲地区成功发行，疯狂的观众通过各种媒体不停地呼吁”我们要看《奋斗2》！“，网络上流传着网友自发写作奋斗续集的各种版本，奋斗捧红了王珞丹，文章等众多明星偶象，使他们成为中国的超级娱乐明星，这部剧集因表达出中国当代年轻人的现实及梦想，连续两年在中国所有电视台被反复多次播放，一时间，只要打开电视，就有《奋斗》在播出，“奋斗”、“八十后”成为2008至2009年度的中国流行语，网友收集的《奋斗》中100句经典台词被热心的网友通过字幕打下来，传上互联网，并在网上到处被转贴、流传，中国的在校生模仿剧中人的装着打扮及行为方式，《奋斗》的几乎每一个人物成为人们在街头巷尾谈论的话题，网络聚集了成百上千个《奋斗》论坛，《奋斗》中的米莱以其清纯及对爱情的坚持，成为中国男人的梦中情人。断电视剧之后，《奋斗》小说发行也取得空前的成功，被喻为“中国八十后圣经”，《奋斗》不仅使作者石康连续两年上了中国作家富豪榜前10，也使他成为中国最著名的“四大金牌编剧”之一，作者名利双收，成为中国当代最有影响力的作家及编剧之一，石康本人从青春颓废叛逆的代表，华丽转身，成为引领中国当代主流文化的时尚达人，目前尚不清楚，”奋斗现象“在中国的出现，到底是意味着作者向主流商业文化妥协了，还是随着年龄的增长而变得日益成熟，清楚的是，这一次《奋斗》再次影响了整整一代中国”八十后“年轻人，”奋斗“也成为中国人的集体记忆。

#### 奋斗乌托邦
接《奋斗》第一季，讲主人公陆涛、向南、华子从2006至2010年的经历。
陆涛在徐志森的帮助下，与朋友们一起，克服了难以想象的困难，在北京建设一个城市。他最终成功了，但自己却没有得到利益，为了把城市建得完美，他卖掉了自己的股份，并且把徐志森留下的遗产也搭了进去。但是，北京有了一个属于一个自己的艺术卫星城，用来聚集创意人群。在建城市的过程中，徐志森在最困难的时刻因病去世了，陆涛与另一个城市设计者蔡明一起工作，最终成功地完成了理想。
华子为了春晓而奋斗，使她成为一个明星，当她成功的时候，春晓醉酒驶车，出了车祸，撞死了人，他却默默替她顶了罪，春晓后来后悔了，用尽全力营救华子。华子出狱了，却不再爱她，华子受到陆涛感染，把自己全部的钱投进入了陆涛的城市，与陆涛一起战斗。
向南受商业社会影响，为了成功，进了证券公司，开始淘金生活，终于迷失在纸醉金迷的商业社会中，他与杨晓芸离了婚，跟遥遥在一起，但遥遥也因他的贪婪离开他，他不思悔过，跟着庄家在股市里兴风作浪，却终因自己不慎，为老鼠仓所累，差一点使公司蒙受巨额损失，关键时刻，被患有自闭症的天才投资者真真救了，他终于知道最爱自己的人是那个郭栩如，但郭栩如却发现他并不爱自己，她为他付出一切，最终却离开他。失意的华子找到陆涛与华子，重新燃起了生活的激情，与他们一起建设城市。
最终，经历了商业社会洗礼的三个年轻人，用不同的方式，懂得了什么才是生活中最重要的东西，那就是，他们要成为一个什么样的人。